# Chris Lowe
Christopher Sean Lowe, né le 4 octobre 1959 à Blackpool dans le Lancashire, est un musicien anglais qui, avec son collègue Neil Tennant, forme le duo Pet Shop Boys.

## Biographie
Chris Lowe est né à Blackpool, une ville côtière du nord-ouest de l'Angleterre. Il est l'aîné de 4 enfants : Vicky, Tim et Greg Lowe.
Il a fréquenté l'Arnold School, un établissement indépendant situé dans sa ville natale de Blackpool. Très tôt déjà, c'est un bon élève qui arrive souvent premier de sa classe. Vers ses onze ans il apprend à jouer du piano et du trombone, tout comme son grand-père lui-même tromboniste qui était alors membre de la formation jazz humoristique The Nitwits. Lowe deviendra également pianiste.
Il a travaillé au Solarium, où il a joué du trombone dans un ensemble de sept musiciens appelé One Under the Eight, lequel interprétait de vieux classiques comme Hello, Dolly!, La Bamba et Moon River.
À partir de 1978, Chris Lowe a étudié l'architecture à l'université de Liverpool. En 1981, pendant qu'il était en stage dans une firme d'architectes de Londres, il a dessiné un escalier pour un parc industriel situé à Milton Keynes. C'est à cette époque qu'il a fait la rencontre de Neil Tennant dans une boutique d'électronique de la Kings Road, à Chelsea, un quartier de l'ouest de Londres.
Bien que Lowe n'ait pas eu beaucoup de projets musicaux en solo, en 1993 il a composé et produit la pièce Do the Right Thing pour le footballeur Ian Wright. La pièce mettait en vedette Sylvia Mason-James, choriste de longue date des Pet Shop Boys, sur une musique remixée par Rollo. En 2004, Lowe a été mandaté afin d'écrire la musique d'une publicité pour l'écran solaire Blockhead. Une version remixée de cette chanson figure sur une compilation du Café Mambo, à Ibiza. Chris Lowe a également composé la musique de la chanson Streets of Berlin, que l'on a pu entendre dans la reprise de Bent aux Trafalgar Studios de Whitehall, en 2006.
En 1995, Chris Lowe a fait une brève apparition dans le feuilleton australien Les Voisins. En 1997, son appartement a fait l'objet d'un reportage de fond dans le magazine Elle décoration.